# Ranunculus scandicinus
Ranunculus scandicinus är en ranunkelväxtart som först beskrevs av Pierre Edmond Boissier, och fick sitt nu gällande namn av Peter Hadland Davis. Ranunculus scandicinus ingår i släktet ranunkler, och familjen ranunkelväxter. Inga underarter finns listade i Catalogue of Life.